# Anatolij Fjodorovič Kapustinski
Anatolij Fjodorovič Kapustinski, ruski kemik, * 26. december 1906, Žitomir, Ruski imperij (zdaj Ukrajina), † 26. avgust 1960, Moskva.
Uvedel je Kapustinskijevo enačbo za izračun mrežne entalpije ionskih kristalov.

## Življenje
Anatolij Fjodorovič Kapustinski se je rodil 29. decembra 1906 v Žitomirju v Ruskem imperiju (zdaj Ukrajina). Leta 1914 je začel s šolanjem v Varšavi, šolanje je končal leta 1922 v Moskvi. Na Državni univerzi v Moskvi je leta 1929 zaključil študij. Med leti 1929 in 1941 je delal na Inštitutu aplikativne mineralogije v Moskvi. Leta 1930 je kot asistent začel poučevati pri predmetu kemijska termodinamika. Postal je profesor in direktor oddelka za fizikalno kemijo na Kemijski univerzi v kraju Nizhni Novgorod. Leta 1935 je preučeval novonastale kemijske teorije na Univerzi Kalifornije pod vodstvom kemika Gilberta N. Lewisa. Končnih 17 let svojega življenja je namenil eksperimentom z ionskimi kristali.

## Delo
Središče Kapustinskijevih eksperimentov je bilo preučevanje energijskih lastnosti anorganskih kemijskih reakcij in medsebojnih interakcij ionov.
V termičnem laboratoriju na Inštitutu aplikativne mineralogije je izvajal eksperiment o termodinamičnih lastnosti (prosta entalpija) kovinskih oksidov in sulfidov. Eksperiment je potekal pri visokih temperaturah z različnimi metodami ekstrakcije kovin iz rude. Pridobljeni rezultati so bili obetavni, saj so s prilagoditvami procesa povečali količino pridobljene čiste kovine.
Leta 1935 je začel izvajati poskuse z izotopi. Izvajal je spektroskopske analizne metode za ugotavljanje sestave izotopov v kristalih LiH in LiD. Prišel je do zaključka, da je energija kristala odvisna od njegove izotopske sestave, lastnosti se spreminjajo z izotopsko sestavo.
Leta 1944 je z izvedbo eksperimenta demonstriral, da je pojav entropije v vodni raztopini ionov periodična funkcija njihovih vrstnih števil. V zaključku je dodatno podprl definicijo Zeroth-ovega zakona:« Če sta dva termodinamska sistema v toplotnem ravnovesju z tretjim, je vsak sistem drug z drugim v ravnotežju.«
Leta 1933 je prišel do predloga: »Energija kristala in lastnosti, odvisne od tega, so določene s številom ionov in njihovimi fizikalnimi (polarizacijskimi) značilnostmi.« Ta je služil kot osnova njegove izpeljane enačbe.

## Kapustinskijeva enačba
Kapustinskijeva enačba temelji na enačbi Born-Lande. Zaradi posplošitve je Kapustinskijeva enačba bolj primerna za bolj kompleksne molekule sulfatov in fosfatov. Kaputinskijeva enačba ima 5 % odstopanje.
Kapustinskijev princip za definiranje vezne energije izhaja iz opažanj pri eksperimentih. Madelungova konstanta je v premo sorazmernem odnosu z številom ionov v molekuli soli, kakor tudi z razdaljo in vsoto ionskih radijev v Goldschmidtovem sistemu. S tem principom je Kaputinski določil mrežno entalpijo številnim znanim in neznanim kristalom. Različne probleme pri enotnosti formule je reševal z različnimi termokemijskimi podatki snovi preko Born-Haberjevega cikla (uporaba standardnih entalpij za izračun mrežne entalpije).{\displaystyle U_{L}=K\times {\frac {\nu \times |z^{+}|\times |z^{-}|}{r^{+}+r^{-}}}\times {\Bigl (}1-{\frac {d}{r^{+}+r^{-}}}{\Bigr )}}Koeficient: K = 1.20200×10−4 J·m·mol−1
Znotraj ionska distanca: d = 3,45×10-11 m
Število ionov v empirični formuli:  {\displaystyle \nu }
Cela števila naboja kationa/aniona: z+ in z-
Radij kationa in aniona: r+ in r-